# Cabrières (Gard)

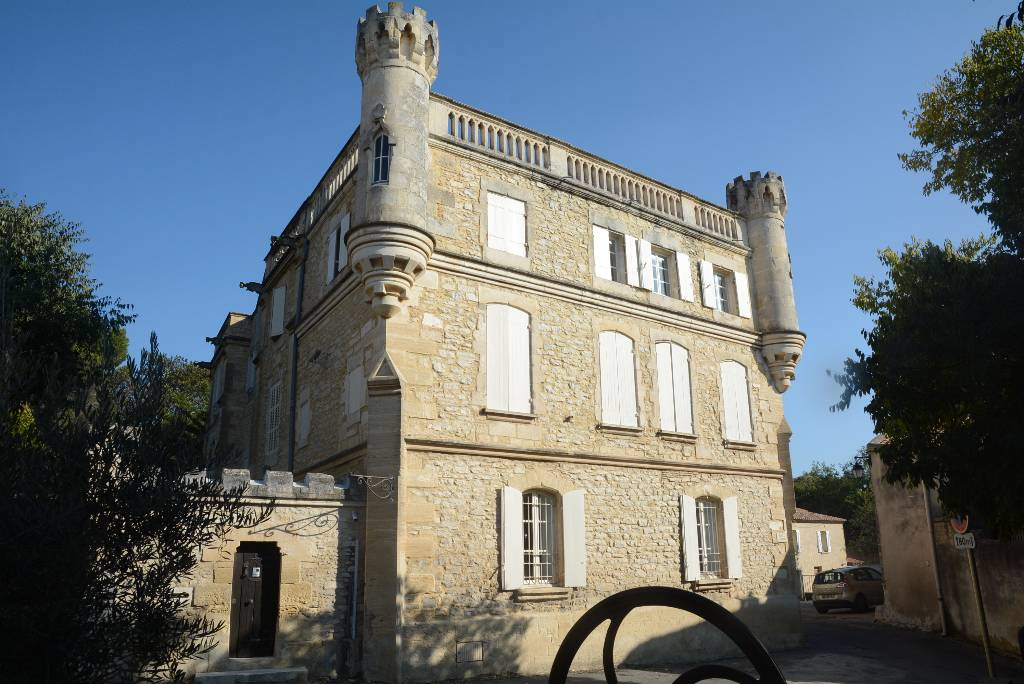
Schloss Cabrières

Cabrières ist eine französische Gemeinde mit 1781 Einwohnern (Stand 1. Januar 2022) im Département Gard der Region Okzitanien.

## Geografie
Cabrières liegt 15 Kilometer nordöstlich von Nîmes in den Garrigues-Hügeln.

## Geschichte
Das Gebiet ist bereits seit mehr als 6000 Jahren besiedelt. Das liegt vor allem an der günstigen Lage. Das Dorf liegt in der Nähe einer Quelle, ist vor dem Mistral geschützt und leicht zu verteidigen. Im 1. Jahrhundert vor Christus besiedelten die Römer das Gebiet, es entstanden sechs römische Villen. Im Jahr 978 wurde das Dorf als Villa Cabrieras erstmals erwähnt. 1435 bekam es schließlich seinen heutigen Namen. Der Name leitet sich von dem lateinischen capra ab, was Ziege bedeutet. Im 16. Jahrhundert litt das Dorf unter den Hugenottenkriegen. 1943 errichteten die deutschen Besatzer in Cabrières eine Militärbasis.

## Kultur und Sehenswürdigkeiten
Das Dorf zeichnet sich vor allem durch sein geologisches Reichtum aus: In Cabrières finden sich die ältesten Gesteinsschichten des Languedoc. Sie sind zwischen 500 und 325 Millionen Jahren alt.
Außerdem gibt es in Cabrières ein Schloss.

## Bevölkerungsentwicklung
| Jahr      | 1962 | 1968 | 1975 | 1982 | 1990 | 1999 | 2008 | 2017 |
| Einwohner | 234  | 236  | 337  | 570  | 875  | 1117 | 1307 | 1623 |

25 Prozent der Bevölkerung waren im Jahr 1999 19 Jahre alt oder jünger. Drei Prozent der Bevölkerung waren 75 Jahre alt oder älter.